# 중성수소영역

소용돌이 은하의 중성수소 분포. 가시광선 대역에서는 보이지 않던 커다란 팔이 왼쪽으로 뻗어 있다.

중성수소영역(中性水素領域), 또는 H I 영역은 성간구름 중 중성 수소 원자(H1)로  이루어진 영역이며, 추가로 헬륨이나 다른 성분들도 곳곳에 분포되어 있다. 이 영역들은 밝게 빛나지 않으며  21-cm (1,420 MHz) 선을 발산할 수 있다.  이 선은 전이될 확률이 매우적으며 따라서 많은양의 수소가스가 발견되곤 한다. 이온화도중 HI 영역들은 충돌하며 이온화된 기체로 확장되곤하는데 (HII 같은) 이는 밝게 빛날수 있다.  중성 수소 H I 영역의 이온화 정도는 10-4 정도로 매우 낮지만(즉 10,000개당 1개), 플라스마 물리학자들은 H I 영역이 약하게 이온화 된 플라스마일 것으로 추측한다.
이때온도는 100켈빈정도이며 종종, HII 영역으로 가까워질때를 제외하곤, 등온과정으로 생각된다. 밀도가 높아진 HI 영역은 HII 영역에 가까워지는데 방해받지 않는 HI 영역은 충격과 이온화된 HII 영역에 의해 분리가 된다.
HI 발산영역을 나타내는 다이아그램은 라디오주파수망원경을 이용하며 나선은하의 구조를 나타내는데 도움을 준다. 이것은 또 은하들사이에 중력붕괴에도 이용된다. 두 은하가 부딪힐 때 은하안의 물질들이 나오게 되고 천문학자들은 은하가 움직인다고 말한다.
HI 영역은 광자를 효과적으로 흡수하고 수소를 이온화하기에 층분한 13.6eV를 가지고 있다. HI 영역은 은하계에 만연해 있다